# I'll Find My Way to You
"I'll Find My Way to You" (español: Voy a encontrar mi camino para ti) es el primer sencillo del último álbum disco de Grace Jones, Muse. Fue lanzado en 1976, siendo uno de los primeros singles en ser lanzados por la artista junto con "I Need A Man", "Sorry" y "That's the Trouble". La aparición de la canción fue en la película italiana Quelli della calibro 38, donde Jones interpreta a una cantante de club. Junto con "I Still Get The Blues", la canción pasó a ser parte de la banda sonora. Jones regrabó la canción con Tom Moulton en 1979 para formar parte de Muse.

## Lista de canciones
- IT 7" single (1976) Cinevox MDF 098

1. "I'll Find My Way To You"
2. "Again And Again"

- Datos: Q5906656